# Tetracme quadricornis
Tetracme quadricornis là một loài thực vật có hoa trong họ Cải. Loài này được (Steph. ex Willd.) Bunge miêu tả khoa học đầu tiên năm 1836.